# Gaschromatograaf-detector
Een gaschromatograaf-detector is een detector die gebruikt wordt bij de analyse van monsters in de gaschromatografie.
Nadat analieten afkomstig van een bepaald monster gescheiden zijn met behulp van gaschromatografie, dienen de analieten gedetecteerd te worden zodat men conclusies kan trekken over de soort stof en de concentratie daarvan in een monster. Om stoffen te detecteren is er een scala van detectoren ontwikkeld waarvan op deze pagina enkele van omschreven worden. Alle detectoren spelen in op (specifieke) moleculaire eigenschappen van de te detecteren moleculen. De gevoeligheid, het dynamische meetbereik, de selectiviteit, het wel of niet destructieve karakter en betrouwbaarheid van detectoren zijn enkele eigenschappen die bepalen welke detector het beste gebruikt kan worden voor een bepaalde analyse. Hieronder zijn enkele detectoren beschreven die gebruikt worden in de gaschromatografie.

## Type detectoren

### Thermal Conductivity Detector (TCD)
De TCD is een algemene detector die bulk-eigenschappen van gassen detecteert en niet destructief is. Deze detector is al sinds de begindagen van de gaschromatograaf in gebruik en wordt gebruikt voor zowel gepakte als capillaire kolommen. De werking is gebaseerd op de warmtegeleidbaarheid van een gas. De detector bezit twee identieke temperatuurs-afhankelijke weerstanden (thermistor) die in een klein filament verwerkt zijn. Langs één thermistor stroomt referentie draaggas en langs de andere thermistor stroomt gas dat elueert uit de GC kolom. De signalen die de thermistoren geven worden van elkaar afgetrokken en door een elektronische versterkers beter meetbaar gemaakt. Wanneer een gas met een andere samenstelling langs het monster-filament stroomt zal de temperatuur van dit filament veranderen en een signaal genereren dat proportioneel is met de hoeveelheid van het gas. Deze detector blinkt niet uit in extreme gevoeligheid maar is wel zeer robuust, relatief goedkoop te maken en geschikt voor veel verschillende stoffen.

### Flame Ionization Detector (FID)

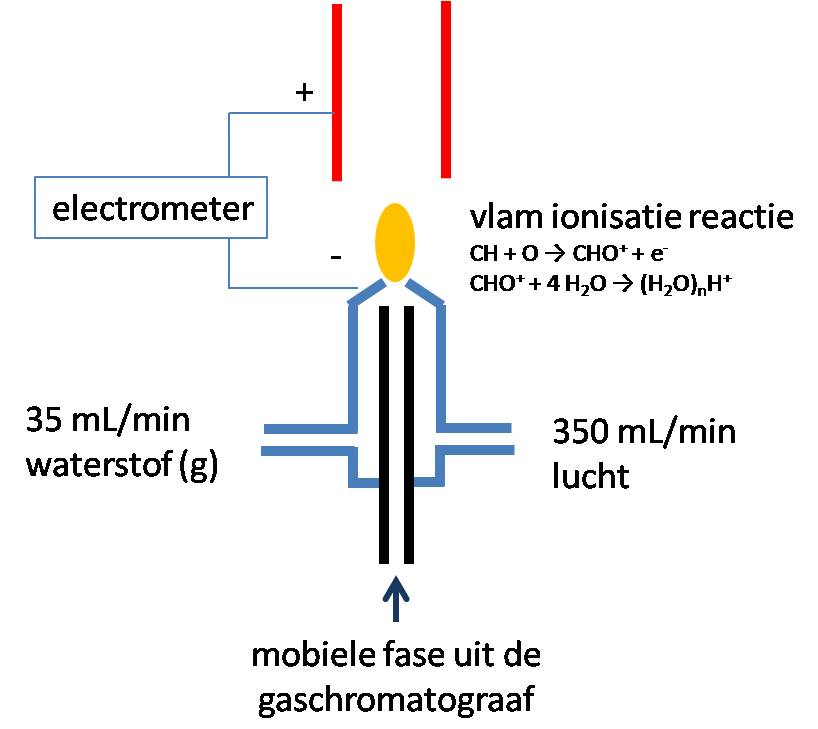
simpele voorstelling van een FID detector

Deze detector wordt gezien als 'DE' universele detector voor organische stoffen. De gassen die elueren uit de kolom stromen de detector in en worden daar verbrand in een zeer nauwkeurig brandende vlam. Deze vlam wordt gevoed door een waterstof/lucht mengsel meestal in de verhouding 35 mL/min waterstof en 350 mL/min lucht. De FID wordt meestal op 325 graden Celsius gezet, zodat geen condensatie plaatsvindt van analieten.
In de vlam verbranden en ioniseren met name koolwaterstoffen. Niet verder op het mechanisme ingaande, verandert dit de elektrische geleidbaarheid van het gasmengsel. De geleidbaarheid wordt gemeten door een collector, dat is in dit geval een busvormige elektrode die boven de vlam geplaatst is. Een elektrometer registreert en versterkt de geleidbaarheidsmeting. Ondanks dat vaak maar ongeveer 0,0015% moleculen ioniseren, verandert dit de geleidbaarheid van het mengsel daarbij aanzienlijk. Stoffen met een concentratie van 5 * 10 e-12 g/mL kunnen gedetecteerd kunnen worden. Omdat de FID niet snel vervuilt en over 5 ordes van grootte een lineaire respons heeft is de FID een erg populaire detector.

### Nitrogen Phosphorus Detector (NPD)
Deze detector lijkt veel op de eerder genoemde detector FID maar werkt volgens een ander principe en is vooral gevoelig voor stikstof en fosfor bevattende stoffen. De werking van de NPD is gebaseerd op het emitteren van elektronen (door een thermo-ionisch proces), waarbij de vrijgekomen elektronen een stroom veroorzaken wanneer zij neerstrijken op de anode (collector). Het emitteren van elektronen wordt veroorzaakt door een rubidium of cesium tablet te verhitten. Eluerende componenten worden geadsorbeerd op dit tablet waardoor het genereren van elektronen lastiger wordt, dit wordt gecompenseerd door meer stroom te leveren aan de tablet zodat deze wordt verhit en meer elektronen uit stoot. De hiervoor benodigde stroom kan worden gemeten en is een maat voor de hoeveelheid stof die langs komt. De gevoeligheid voor stikstof of fosfor houdende moleculen is respectievelijk circa e-12 g/mL en e-11 g/mL en levert een lineaire respons over ongeveer drie orders van magnitude.

### Electron Capture Detector (ECD)
Deze selectieve detector is erg gevoelig voor componenten met elektronegatieve elementen zoals halogenen, nitro groepen en dubbele molecuulbindingen. Binnenin de ECD zit een folie met een radioactief materiaal (bijvoorbeeld Ni-63 of Sr-90) dat β deeltjes emitteert. Deze β deeltjes ioniseren stikstofgas waarbij (elektronen) geproduceerd worden die door een potentiaal naar een anode worden getrokken. Dit veroorzaakt een stroom.
Een analiet dat de radioactieve bron passeert kan deze elektronen opnemen, in dat geval ontstaat een negatief geladen analiet dat een veel grotere massa heeft en dientengevolge langzamer beweegt naar de anode waardoor de stroom lager wordt. Dit kan men registreren als een negatieve piek. Later heeft men uitgevonden dat het voltage op de anode ook gepulseerd kan worden om zo de achtergrondstroom via elektronica constant te houden, in dat geval ziet men de puls-frequentie (om het gemis aan stroom) omhoog gaan als een component langs de bron stroomt en registreert men een positieve piek. Deze non-destructieve detector bevat radioactieve bronnen en is zo gevoelig dat dit ook weleens problemen kan opleveren, de ECD heeft een lineair bereik over ongeveer drie ordes van magnitude.

### Photo-ionization Detector (PID)
Deze detector is redelijk selectief en wordt vooral voor koolwaterstoffen gebruikt. Het principe van de detector rust op het ioniseren met behulp van een UV-lamp die fotonen uitzendt met een energie tussen de 8,4eV en 11,8eV. Deze elektronvolt waarde kan worden aangepast aan de moleculen die bij een bepaald aantal eV ioniseren. De elektronen worden daarna opgevangen door een elektrode (anode) die in contact staat met een elektrometer. Deze detector kan functioneren bij meer dan 400 graden Celsius en is niet destructief omdat de ionisatie omkeerbaar is.